# سیارک ۸۴۲۲۴
سیارک ۸۴۲۲۴ (به انگلیسی: 84224 Kyte، نامگذاری:2002RB233) هشتاد و چهار هزار و دویست و بیست و چهارمین سیارک کشف شده‌است که در ۹ سپتامبر ۲۰۰۲ کشف شد.